# پتریول
پتریول (به لاتین: Patteriol) یک کوه در اتریش است که در سن آنتون آرلبرگ واقع شده‌است. پتریول ۳٬۰۵۶ متر بالاتر از سطح دریا واقع شده‌است.